# پایگاه شکاری مک‌گوآیر–دیکس–لیک‌هرست
پایگاه شکاری مک‌گوآیر-دیکس-لیک‌هرست (به انگلیسی: Joint Base McGuire-Dix-Lakehurst) یک فرودگاه است . این فرودگاه در شهر ترنتون کشور ایالات متحده آمریکا قرار دارد .